# Парламент Гибралтара
Парламент Гибралтара — законодательный орган заморской территории Великобритании Гибралтар. С 1969 по 2006 год носил название Гибралтарской Ассамблеи.

## История
Гибралтарская Ассамблея была образована в 1969 году в соответствии с принятой конституцией территории. Ассамблея включила в себя два ранее действовавших советов — городской и законодательный. Однопалатный парламент состоял из 15 избираемых депутатов, двух назначаемых представителей и спикера.
Первую сессию Ассамблеи 28 августа 1969 года открыл губернатор Гибралтара адмирал Вэрил Бегг.
В 2006 году в действие вступила новая конституция, учредившая Парламент Гибралтара и в связи с увеличением суверенитета территории сделавшая всех его членов избираемыми.

## Функции
Парламент Гибралтара является избираемым органом. По результатам всеобщего голосования в парламент проходят 17 человек. Парламентское большинство определяет главу и состав кабинета (совета министров). Кроме того, парламент выбирает спикера, который, согласно конституции, не может являться одним из избранных членов парламента.

## Здание парламента
Здание парламента расположено у пересечения Мэйн-стрит и Джон-Макинтош-сквер. Оно было построено в 1817 году и первоначально предназначалось для Коммерческой библиотеки. В 1951 году оно было отреставрировано и передано законодательному совету города. После реформы 1969 года здесь расположилась Гибралтарская Ассамблея.

### Текущий состав
По результатам всеобщих выборов 2015 года в палате представлены 7 социал-либералов, 3 либерала (в коалиции), 6 социал-демократов и 1 независимый депутат.